# Oriente (historische provincie)
Oriente is een regio van Cuba en ook een voormalige provincie die in 1976 opgedeeld werd in vijf provincies. Voor 1905 heette de provincie Santiago de Cuba en beslaat het oostelijke deel van het eiland Cuba. 
De regio beslaat hetzelfde gebied als de voormalige provincie en was de grootste provincie en die met het hoogste inwoneraantal. 
De oude provincie werd opgedeeld in de volgende vijf provincies die nu nog de regio vormen:
1. Granma
2. Guantánamo
3. Holguín
4. Las Tunas
5. Santiago de Cuba

Artemisa · Camagüey · Ciego de Ávila · Cienfuegos · Guantánamo · Granma · Havana · Holguín · Las Tunas · Matanzas · Mayabeque · Pinar del Río · Sancti Spíritus · Santiago de Cuba · Villa Clara